# Elisabetta di Kiev
Elisabetta di Kiev (Ellisif o Elisiv in norvegese; 1025 circa – 1066 circa) fu Regina di Norvegia grazie al matrimonio con Harald III di Norvegia.

## Biografia
Elisabetta di Kiev nacque attorno al 1025 da Jaroslav I di Kiev e Ingegerd Olofsdotter, sue sorelle furono altre due regine, una fu Anna di Kiev, che andò in moglie a Enrico I di Francia e che resse il regno per qualche anno mentre il figlio Filippo I di Francia era ancora piccolo e Anastasia di Kiev che andò in moglie a Andrea I d'Ungheria. 
Nell'inverno 1043-1044 Elisabetta sposò il futuro Harald III di Norvegia. Questi aveva lasciato la patria quasi quindici anni prima a seguito della battaglia di Stiklestad dove il fratellastro Olaf II di Norvegia era caduto sotto i colpi dell'esercito guidato dai contadini fedeli a Canuto il Grande; da allora aveva vissuto sotto la protezione di Jaroslav ed era poi entrato nella Guardia variaga al servizio dell'Imperatore bizantino. Elisabetta fu l'oggetto di alcuni versi, sopravvissuti al tempo, in cui Harald si lamenta della mancanza d'affetto della giovane nei suoi confronti, versi che non possono però essere rappresentativi del vero sentimento che li univa poiché potevano essere semplicemente frutto della convenzione letteraria. Nel 1045 Elisabetta seguì il marito in Norvegia dove avrebbe regnato insieme al nipote Magnus I di Norvegia, l'unica fonte norvegese che parla delle loro nozze è del poeta di corte Stuv den blinde e non esistono altre fonti della sua permanenza in quel paese. 
Nel 1047, con la morte di Magnus, Harald divenne il solo regnante e l'anno dopo si risposò nuovamente con Tora Torbergsdatter; quest'unione può essere facilmente vista nella cornice delle unioni politiche perché la famiglia di Tora erano i potenti Giskeætten che giocavano un ruolo importante nell'arena politica del tempo. Al tempo è possibile che Elisabetta fosse tornata a vivere nella Rus' di Kiev o che fosse già deceduta, è ovviamente anche possibile che Tora fosse soltanto una concubina. Una sua morte prematura porrebbe le figlie che la tradizione vuole che abbia dato al marito come figlie di Tora, ma è piuttosto improbabile perché la minore di esse si fidanzò con Eystein Orre, fratello della stessa Tora. Le due figlie sono:
- Ingegerd di Norvegia che sposò Olaf I di Danimarca e poi Filippo I di Svezia
- Maria Haraldsdotter (morta 25 settembre 1066), fidanzata con Eystein Orre si dice sia morta lo stesso giorno in cui il fidanzato e il padre trovarono la morte alla Battaglia di Stamford Bridge.

Tora dal canto suo partorì due maschi e futuri sovrani norvegesi: Olaf il Pacifico e Magnus II.
Nel 1066 Harald invase l'Inghilterra e venne ucciso a Stamford Bridge. Alcune fonti vogliono che dopo la sconfitta Elisabetta e la figlia maggiore tornarono in Norvegia scortate dalla loro flotta, quindi avrebbe dovuto essere lei ad accompagnare Harald nel viaggio, soggiornando nel frattempo presso le Isole Orcadi, tuttavia è più probabile che fosse stata Tora ad andare con lui perché cugina di Thorfinn Sigurdsson Conte delle Orcadi.
Secondo Adamo da Brema la vedova di Harald e madre di Olaf il Pacifico si risposò con Sweyn II di Danimarca o con un altro re svedese di nome ignoto, ma di questo non vi sono conferme. Se le fonti sono veritiere allora la madre è Tora, se si trattasse della matrigna allora a contrarre questo matrimonio sarebbe stata Elisabetta. In ogni modo, poiché di fonti terze non ne esistono la data e il luogo della morte di Elisabetta restano ignoti.

## Ascendenza
|                       |                    |                     | Genitori               |  |  | Nonni |  |  | Bisnonni             |  |  | Trisnonni     |  |
|                       |                    |                     |                        |  |  |       |  |  | Svjatoslav I di Kiev |  |  | Igor' di Kiev |  |
|                       |                    |                     |                        |  |  |       |  |  | Svjatoslav I di Kiev |  |  | Igor' di Kiev |  |
|                       |                    | Olga di Kiev        |                        |  |  |       |  |  | Svjatoslav I di Kiev |  |  |               |  |
| Vladimir I di Kiev    |                    |                     |                        |  |  |       |  |  | Svjatoslav I di Kiev |  |  |               |  |
|                       |                    | Maluša              | …                      |  |  |       |  |  |                      |  |  |               |  |
|                       |                    | Maluša              | …                      |  |  |       |  |  |                      |  |  |               |  |
|                       |                    | Maluša              | …                      |  |  |       |  |  |                      |  |  |               |  |
| Jaroslav I di Kiev    |                    | Maluša              |                        |  |  |       |  |  |                      |  |  |               |  |
|                       |                    | Ragnvald            | …                      |  |  |       |  |  |                      |  |  |               |  |
|                       |                    | Ragnvald            | …                      |  |  |       |  |  |                      |  |  |               |  |
|                       |                    | Ragnvald            | …                      |  |  |       |  |  |                      |  |  |               |  |
| Rogneda di Polack     |                    | Ragnvald            |                        |  |  |       |  |  |                      |  |  |               |  |
|                       |                    | …                   | …                      |  |  |       |  |  |                      |  |  |               |  |
|                       |                    | …                   | …                      |  |  |       |  |  |                      |  |  |               |  |
|                       |                    | …                   | …                      |  |  |       |  |  |                      |  |  |               |  |
| Elisabetta di Kiev    |                    | …                   |                        |  |  |       |  |  |                      |  |  |               |  |
|                       | Eric il Vittorioso | Björn III di Svezia |                        |  |  |       |  |  |                      |  |  |               |  |
|                       | Eric il Vittorioso | Björn III di Svezia |                        |  |  |       |  |  |                      |  |  |               |  |
|                       | Eric il Vittorioso | …                   |                        |  |  |       |  |  |                      |  |  |               |  |
| Olof III di Svezia    | Eric il Vittorioso |                     |                        |  |  |       |  |  |                      |  |  |               |  |
|                       |                    | Sigrid la Superba   | Miecislao I di Polonia |  |  |       |  |  |                      |  |  |               |  |
|                       |                    | Sigrid la Superba   | Miecislao I di Polonia |  |  |       |  |  |                      |  |  |               |  |
|                       |                    | Sigrid la Superba   | Dubrawka               |  |  |       |  |  |                      |  |  |               |  |
| Ingegerd Olofsdotter  |                    | Sigrid la Superba   |                        |  |  |       |  |  |                      |  |  |               |  |
|                       |                    | …                   | …                      |  |  |       |  |  |                      |  |  |               |  |
|                       |                    | …                   | …                      |  |  |       |  |  |                      |  |  |               |  |
|                       |                    | …                   | …                      |  |  |       |  |  |                      |  |  |               |  |
| Estrid degli Obotriti |                    | …                   |                        |  |  |       |  |  |                      |  |  |               |  |
|                       |                    | …                   | …                      |  |  |       |  |  |                      |  |  |               |  |
|                       |                    | …                   | …                      |  |  |       |  |  |                      |  |  |               |  |
|                       |                    | …                   | …                      |  |  |       |  |  |                      |  |  |               |  |
|                       |                    | …                   |                        |  |  |       |  |  |                      |  |  |               |  |